# Агафонов Родіон Сергійович
Родіо́н Сергі́йович Агафо́нов (нар. 29 квітня 1992) — український військовик, старший солдат 93-ї окремої механізованої бригади Збройних сил України.

## Життєпис
У мирний час проживає в місті Кам'янське. У березні 2014 року призваний Дніпродзержинським РВК. Навідник танкового взводу. Брав участь у боях за Донецький аеропорт, населені пункти Водяне, Піски, Тоненьке та Опитне. Зазнав поранення при штурмі селища Піски. Був поранений у бою 21 липня 2014 року, лікувався у Дніпропетровську — струс головного мозку.

## Нагороди
14 листопада 2014 року за особисту мужність і героїзм, виявлені у захисті державного суверенітету та територіальної цілісності України, вірність військовій присязі під час російсько-української війни, відзначений — нагороджений орденом «За мужність III ступеня». 22 січня 2016 року за відданість українському народові, мужність та проявлений героїзм під час виконання завдань антитерористичної операції та з нагоди Дня соборності України нагороджений «Почесним знаком святого Юрія».